# Cuaulutla
Cuaulutla är en ort i Mexiko.   Den ligger i kommunen Tehuitzingo och delstaten Puebla, i den sydöstra delen av landet, 150 km sydost om huvudstaden Mexico City. Cuaulutla ligger 1 192 meter över havet och antalet invånare är 156.
Terrängen runt Cuaulutla är kuperad österut, men västerut är den platt. Terrängen runt Cuaulutla sluttar västerut. Runt Cuaulutla är det glesbefolkat, med 17 invånare per kvadratkilometer. Närmaste större samhälle är Ahuehuetitla, 15,7 km söder om Cuaulutla. I omgivningarna runt Cuaulutla växer huvudsakligen savannskog.